# Kralevo
Kralevo (Bulgaars: Кралево) is een dorp in de gemeente Targovisjte (14 km afstand) in de oblast Targovisjte. Op 31 december 2018 telde het dorp 834 inwoners, voornamelijk Bulgaarse Turken (~68,4%).